# 22156 Річхоффман
22156 Річхоффман (22156 Richoffman) — астероїд головного поясу, відкритий 21 листопада 2000 року.
Тіссеранів параметр щодо Юпітера — 3,564.